# Cafasse
Cafasse (Li Cafassi con "s" sorda non geminata in piemontese) è un comune italiano di 3 376 abitanti della città metropolitana di Torino in Piemonte.
Si trova all'imbocco delle Valli di Lanzo e fa parte dell'Unione dei Comuni montani delle Valli di Lanzo, Ceronda e Casternone, ex Comunità montana Valli di Lanzo, Ceronda e Casternone.

## Storia
Le principali fonti ad aver raccolto documentazione sulla storia del paese furono il libro Storia Religiosa e Civile di Cafasse del Canonico Giuseppe Fornelli (Alzani, 1972) e, indirettamente, il dettagliato volume I Visconti di Baratonia: signori nelle Valli di Lanzo, Ceronda e Casternone dello storico Attilio Bonci (del 1978, pubblicato da Biblioteca Civica, ristampato nel 1982). Di più recente uscita, il volume Leocaffis (del 2018) raccoglie e integra in maniera organica molto del materiale dei volumi precedenti con una accurata ricerca nella documentazione storica delle comunità vicine.
Autore del volume Preistoria nelle Valli di Lanzo e zona delle Vaude (SASTE, 1972) l'archeologo Mario Catalano dichiarò di aver reperito in zona prove di un primordiale insediamento gallo-romano e che gli agricoltori del posto avessero trovato limbes da costruzione romani, ma oltre a ciò non c'è molto materiale su cui poter approfondire, almeno fino all'anno 1000. Altro materiale ad occuparsi della preistoria di queste zone è reperibile nel volume Dal ciottolo all'ascia, dello stesso autore.
Le origini del nucleo moderno di Cafasse risalirebbero proprio al Medioevo. I primi insediamenti cafassesi furono costituiti da piccoli nuclei rurali e cascine sorti su terreni lasciati liberi dalle acque nell'alveo dello Stura. Anche l'etimologia del nome che, secondo il Canonico Fornelli, trarrebbe origine dal termine latino Cafaxie ("case sparse o a fasci"), illustrerebbe quali fossero le prime attività. Nei volumi I Visconti di Baratonia (di Attilio Bonci) e "Leocaffis" (di Duilio Chiarle) si cita un diploma risalente a Corrado il Salico datato intorno all'anno 1000 e conservato presso la biblioteca storica del Comune di Balangero in cui si disponeva la cessione di un mulino a due vassalli aleramici, in cui il nome Cafasse esisteva sotto la variante "Leocaffis", come parte di possedimenti più ampi, oggi in gran parte nel territorio dei Comuni di Mathi e Balangero. Questo sarebbe il più antico documento a menzionarne il nome, sebbene non con l'accezione moderna né seguendo l'ipotesi del Canonico Fornelli (è possibile che "Cafaxie" fosse nato come derivazione di questo nome primordiale, ma non esistono prove certe in merito). Di certo (come emerge dai documenti citati nei volumi Leocaffis e negli altri menzionati) il nucleo è stato distrutto diverse volte (da invasori Ungari, dalla peste, da alluvioni). In una delle occasioni gli abitanti si trasferirono sulla sponda opposta dello Stura di Lanzo e fondarono un nuovo abitato, cui diedero il nome Villanova.
Le fonti citate concordano sul fatto che nelle vicinanze, a Mathi, già prima dell'anno 1000 esistesse un convento di monaci Benedettini, giunti dall'abbazia della Novalesa a seguito di scorrerie dei Saraceni. Il convento era alle dipendenze dell'abbazia di San Giusto di Susa. Il territorio di Mathi (e, di conseguenza, anche parte dell'attuale territorio cafassese) fu sottoposto alla tutela dei monaci che si protrasse fino al 1300, quando Mathi diventò Comune autonomo, alleato degli Acaja.
Il Canonico Fornelli ci racconta come agli inizi del XVII secolo i territori fossero ancora sottoposti al dominio di Mathi e Balangero e che, pertanto, ne seguissero le vicende storiche; su parte del territorio continuarono ad avere giurisdizione anche i signori di Baratonia e di Lanzo. Fin dal 1660 gli abitanti delle "Cascine delle Cafasse" (come appariva ormai il nome sui documenti) avanzarono istanza per ottenere l'autonomia da Balangero e Mathi, ma vi furono da sempre difficoltà da parte di questi Comuni nel concederla. Soltanto nel 1767 gli abitanti riuscirono ad ottenere dal Re di Sardegna Carlo Emanuele le Regie Patenti per l'erezione in Comunità del Cantone di Cafasse.
La parrocchia di Cafasse, dedicata a san Grato Vescovo, venne istituita nel 1768, unitamente al Comune. Il vecchio edificio parrocchiale, più volte rimaneggiato e ampliato, è originario dell'inizio del XVIII secolo (probabilmente una cappella esisteva già anche in periodi precedenti, secondo il Canonico Fornelli) così pure il campanile. Negli anni '60 del secolo scorso, dato che l'edificio religioso primordiale era insufficiente alle necessità del paese, si iniziò la costruzione di una nuova chiesa di fianco a quella esistente. L'edificio venne consacrato il primo maggio del 1970 ed intitolato a San Giuseppe Lavoratore. Esiste inoltre in Borgata Paschero una cappella dedicata a sant'Antonio Abate, databile all'inizio del XVIII secolo e restaurata completamente negli anni settanta. A sud del paese, già in territorio del Comune di Fiano nella borgata di San Firmino, esiste una cappella databile ai primi anni dell'Ottocento, dedicata appunto a San Firmino. Gli abitanti delle borgate sud di Cafasse hanno sempre dimostrato molta devozione per questo Santo che considerano un po' il loro patrono, nonostante il patrono ufficiale del paese sia San Grato.
Tra la fine dell'800 e l'inizio del '900 sorsero in Cafasse alcune industrie tessili e cartarie, industrie che avrebbero cambiato radicalmente l'economia di Cafasse, trasformandolo da paese agricolo in paese industriale.
La Cartiera De Medici e la Magnoni & Tedeschi per molti anni furono le uniche grandi industrie locali ed i numerosi operai che vi lavoravano provenivano da tutti i paesi vicini. Sorsero successivamente altre piccole industrie tessili e numerose attività artigianali (officine meccaniche, falegnamerie).

### Simboli
Lo stemma e il gonfalone sono stati concessi con decreto del presidente della Repubblica dell'8 novembre 1991.
Il gonfalone è un drappo partito di bianco e di azzurro riccamente ornato di ricami d'argento.

## Monumenti e luoghi d'interesse
- Vecchia parrocchiale di San Grato

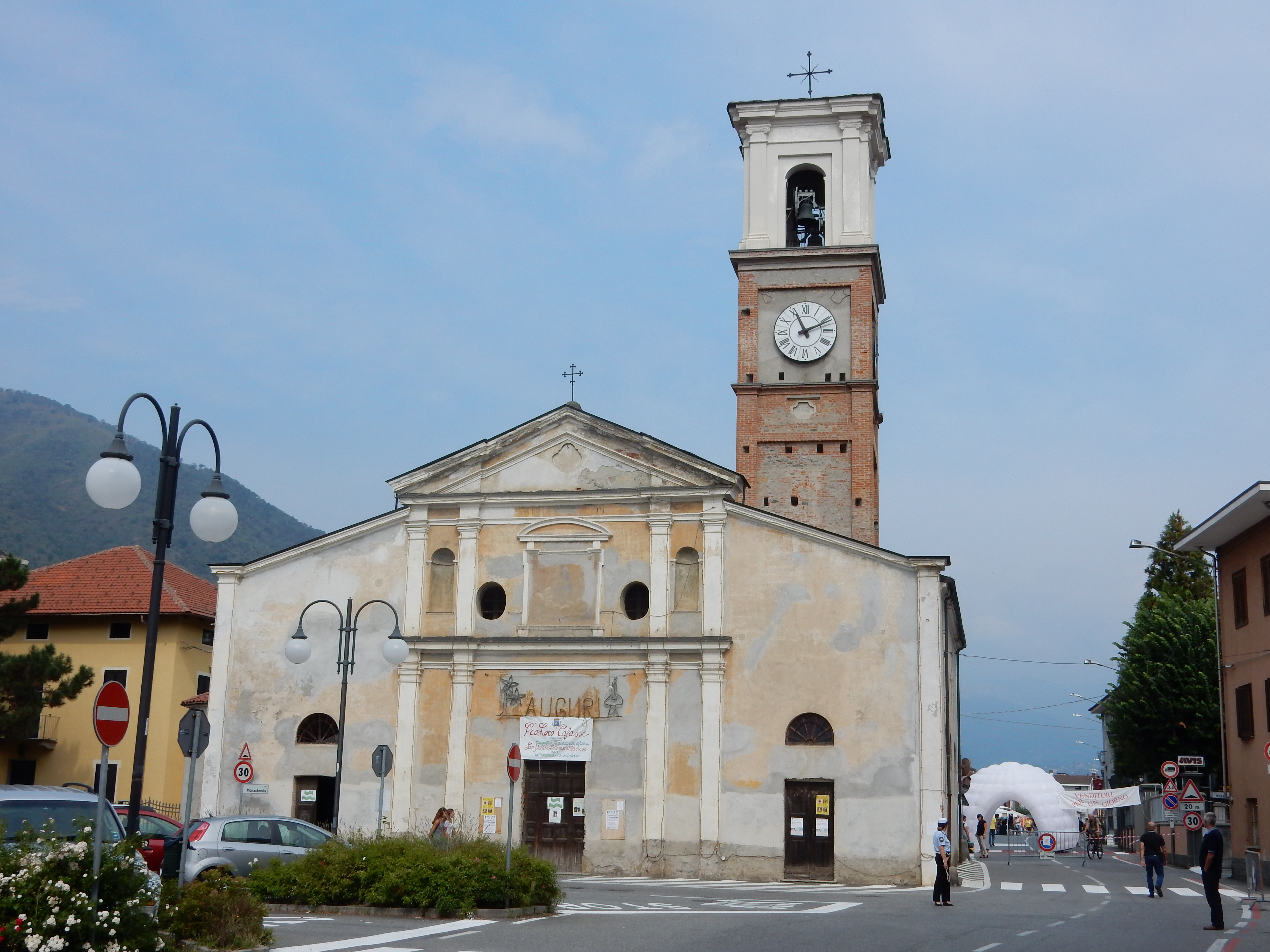
La vecchia parrocchiale

- Torre campanaria di Monasterolo Torinese
- Palazzo municipale
- Parrocchiale B.V. Assunta (Monasterolo Torinese)

## Società

### Evoluzione demografica
Abitanti censiti

### Etnie e minoranze straniere
Secondo i dati Istat al 31 dicembre 2017, i cittadini stranieri residenti a Cafasse sono 213, così suddivisi per nazionalità, elencando per le presenze più significative:
1. Romania, 139
2. Moldavia, 20

## Amministrazione

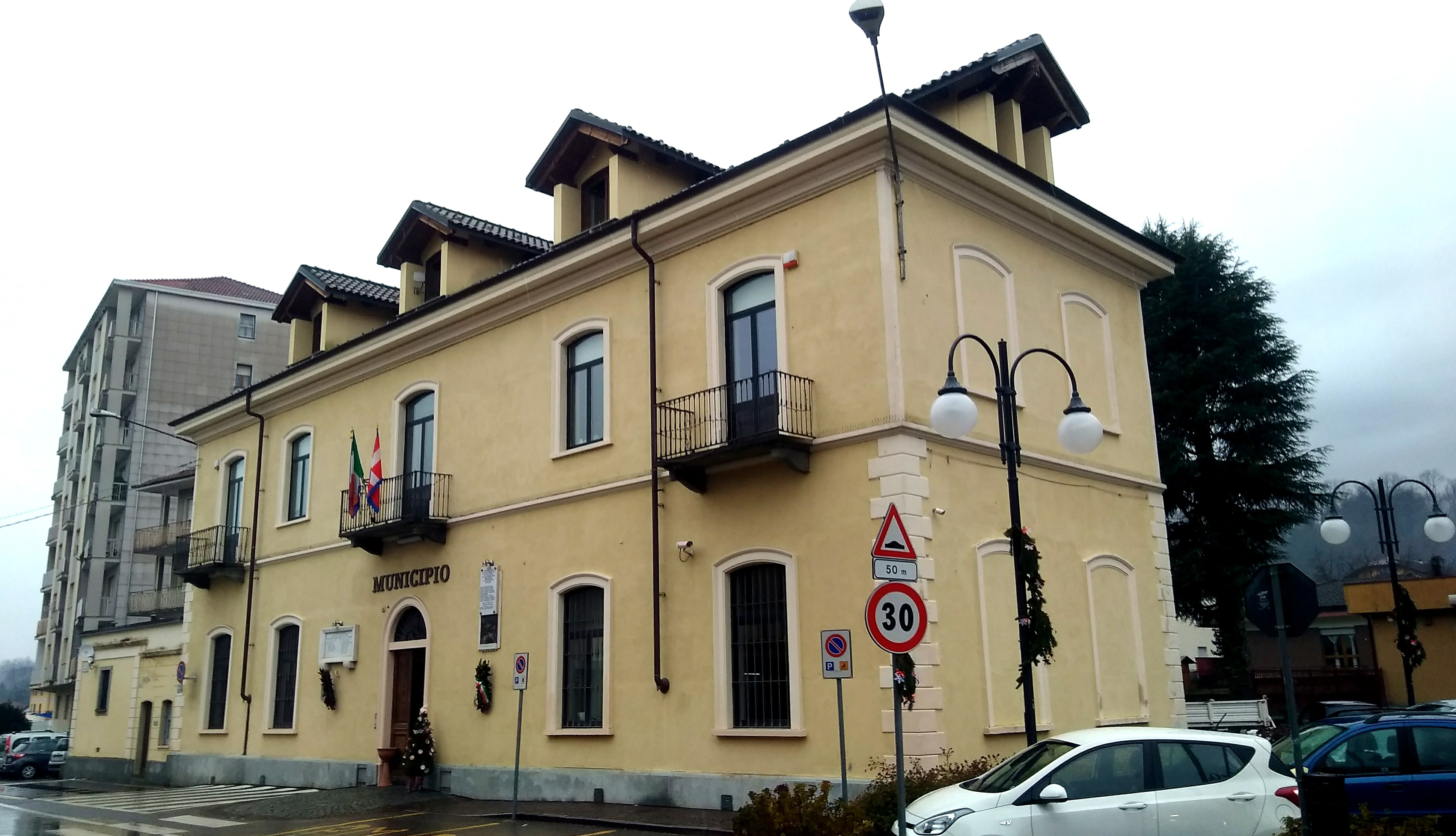
Il municipio

Di seguito è presentata una tabella relativa alle amministrazioni che si sono succedute in questo comune.
| Periodo        | Periodo        | Primo cittadino     | Partito                       | Carica                  | Note   |
| -------------- | -------------- | ------------------- | ----------------------------- | ----------------------- | ------ |
| 31 maggio 1985 | 28 maggio 1990 | Dionigi Tibone      | Partito Socialista Italiano   | Sindaco                 | [ 15 ] |
| 28 maggio 1990 | 24 aprile 1995 | Antonio Capucchio   | lista civica                  | Sindaco                 | [ 15 ] |
| 24 aprile 1995 | 14 giugno 1999 | Daniele Michelotti  | centro                        | Sindaco                 | [ 15 ] |
| 14 giugno 1999 | 14 giugno 2004 | Giorgio Prelini     | lista civica                  | Sindaco                 | [ 15 ] |
| 14 giugno 2004 | 8 giugno 2009  | Giorgio Prelini     | lista civica                  | Sindaco                 | [ 15 ] |
| 8 giugno 2009  | 26 maggio 2014 | Andrea Sorrisio     | lista civica                  | Sindaco                 | [ 15 ] |
| 26 maggio 2014 | 27 maggio 2019 | Andrea Sorrisio     | lista civica Sorrisio sindaco | Sindaco                 | [ 15 ] |
| 27 maggio 2019 | 9 giugno 2024  | Daniele Marietta    | lista civica Insieme          | Sindaco                 | [ 15 ] |
| 10 giugno 2024 | 26 maggio 2025 | Raffaella Attianese |                               | Commissario prefettizio | [ 16 ] |
| 26 maggio 2025 | in carica      | Carlo Oddi          | lista civica                  | Sindaco                 | [ 15 ] |

## Sport
La locale squadra di calcio è l'U.S.D. Cafasse Balangero, con colori sociali giallo-blu, che ha militato per molti anni in Eccellenza e per qualche anno nella "ex" serie "D".
 
Attualmente però milita nel campionato di Promozione.